# Tsåkulajauratj
Tsåkulajauratj är en sjö i Gällivare kommun i Lappland och ingår i Luleälvens huvudavrinningsområde. Sjön har en area på 0,168 kvadratkilometer och ligger 657,9 meter över havet. Tsåkulajauratj ligger i Sjaunja Natura 2000-område.

## Delavrinningsområde
Tsåkulajauratj ingår i det delavrinningsområde (747187-163453) som SMHI kallar för Utloppet av Langas. Medelhöjden är 536 meter över havet och ytan är 254,6 kvadratkilometer. Räknas de 327 avrinningsområdena uppströms in blir den ackumulerade arean 7 729,47 kvadratkilometer. Avrinningsområdets utflöde Luleälven (Stora Luleälven) mynnar i havet. Avrinningsområdet består mestadels av skog (46 procent) och kalfjäll (31 procent). Avrinningsområdet har 53,51 kvadratkilometer vattenytor vilket ger det en sjöprocent på 21 procent.